# 竹本常松
竹本 常松（たけもと つねまつ、1913年1月28日 - 1989年1月23日）は、日本の化学者。
生物活性アミノ酸並びに昆虫変態ホルモンの権威。日本薬用植物友の会名誉会長。

## 経歴
1913年（大正2年）大阪府岸和田市に生まれる。1933年（昭和8年）大阪薬学専門学校 (旧制)を卒業後、東京帝国大学医学部に勤務し生薬を研究。1949年（昭和24年）大阪大学教授、1960年（昭和35年）東北大学医学部薬学科教授。後に徳島文理大学に移って薬学部長を務めた。

## 受賞・受章歴
- 1948年（昭和23年度） - 日本薬学会薬事日報学術賞「ジキタリス葉の強心性配糖体の研究」（石館守三とともに受賞）[2]
- 1955年（昭和30年度） - 日本薬学会賞「腐敗アミンの生化学的研究」(村上信三とともに受賞)
- 1975年（昭和50年） - 紫綬褒章
- 1985年（昭和60年） - 勲二等瑞宝章[3]